# 東京農業大学稲花小学校
東京農業大学稲花小学校（とうきょうのうぎょうだいがく とうかしょうがっこう）は、東京都世田谷区にある私立小学校。東京農業大学世田谷キャンパスおよび東京農業大学第一高等学校・中等部に隣接する系列校。設置者は学校法人東京農業大学。

## 概要
2019年4月に開校。私立小学校としては23区内で59年ぶりとなる新設校として話題を集めた。初代校長には東京農業大学名誉教授、農学博士の夏秋啓子が着任し、約130年の歴史を持つ同大の学園化構想の総仕上げとなった。

## 沿革
- 2019年4月 - 開校

## 所在地
- 〒156-0053 東京都世田谷区桜3丁目33-1

## 交通
- 小田急電鉄・小田原線 経堂駅：徒歩15分
- 東急電鉄・世田谷線 上町駅：徒歩15分

## 系列校
学校法人東京農業大学
- 東京農業大学
- 東京情報大学
- 東京農業大学第一高等学校・中等部
- 東京農業大学第二高等学校・中等部
- 東京農業大学第三高等学校・附属中学校
- 東京農業大学グリーンアカデミー